# De Moriaan (’s-Hertogenbosch)

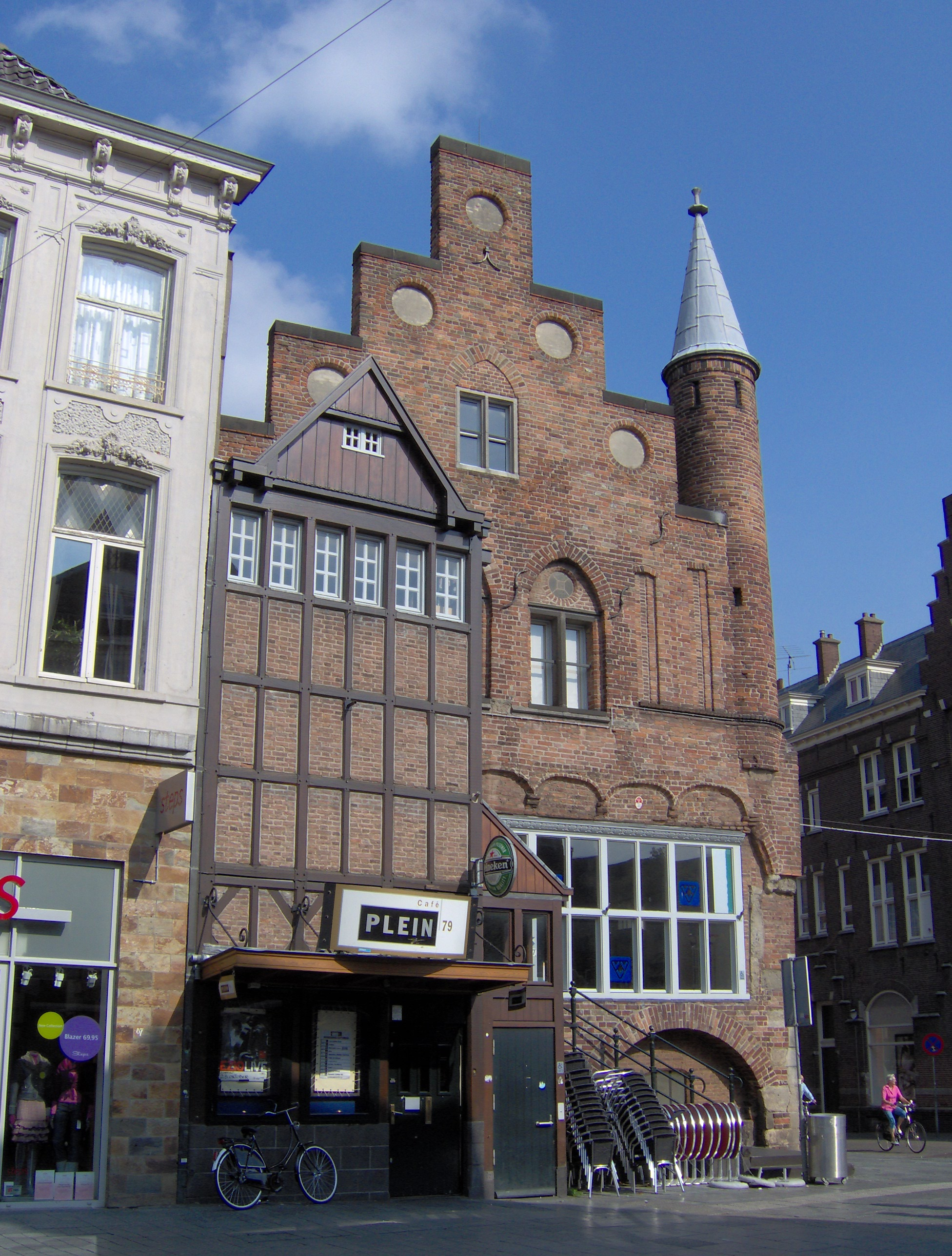
De Moriaan

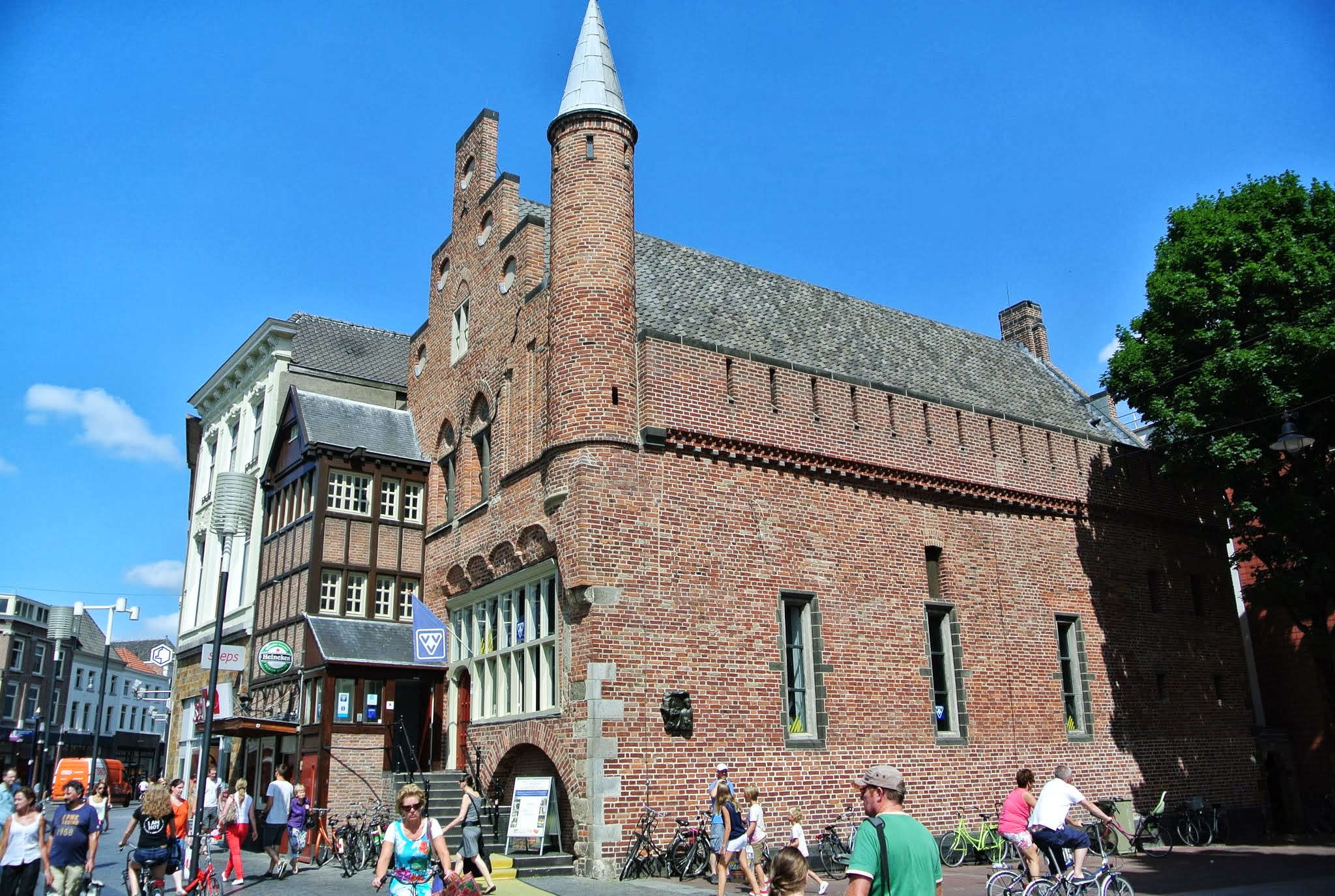
Ansicht 2013

Das Haus De Moriaan (deutsch Der Mohr) ist eines der ältesten Backsteinhäuser der Niederlande. Das Gebäude steht am Markt im Zentrum von ’s-Hertogenbosch. Es wurde im 13. Jahrhundert als Wohnhaus erbaut und wurde bis 2020 von der örtlichen Touristeninformation VVV und einem Café genutzt.

## Geschichte und Architektur
Die Fußbodenkonstruktionen bestehen aus Mutter- und Kindbalken mit schweren Knaggen, die von Kragsteinen gestützt werden. Das Dach stammt aus der Zeit um 1310 und ist eine von vier erhaltenen Dachkonstruktionen aus der Zeit vor den drei großen Stadtbränden von ’s-Hertogenbosch des 15. Jahrhunderts. Im Untergeschoss sind noch Balken aus dem 13. Jahrhundert erhalten. Der gemauerte Treppengiebel mit romanisch-gotischen Elementen stammt wahrscheinlich aus dem 14. Jahrhundert und ist der bedeutendste historische Giebel in 's-Hertogenbosch. Die Säulen, die die beiden Fenster teilen, wurden jedoch wiederverwendet und stammen aus dem 13. Jahrhundert.
Der Überlieferung nach wurde De Moriaan 1220 von Hendrik I. von Brabant für seinen Freund Beckerlijn erbaut; nach Angaben des VVV, der mehr als ein halbes Jahrhundert dort untergebracht war, stammt es aus dem Jahr 1224. Es handelt sich um ein gotisches Backsteinhaus mit rundem Treppenturm.
In der Zeit, in der De Moriaan gebaut wurde, gab es in ’s-Hertogenbosch mehrere solcher Gebäude. Alle anderen Gebäude dieser Art wurden (weitgehend) abgerissen oder sind nicht mehr als solche erkennbar.
Im Jahr 1956 wollte die Gemeinde ’s-Hertogenbosch dieses Gebäude abreißen, um dem Verkehr mehr Raum zu geben. In einer Sondersitzung wurde der Minister erfolgreich aufgefordert, eine Abrissgenehmigung zu verweigern. Anschließend, von 1963 bis 1967, wurde eine Restaurierung unter der Leitung von C.J.M. van der Veken, damals Bezirksarchitekt der Denkmalschutzbehörde Rijksdienst voor de Monumentenzorg, durchgeführt. Er baute einen hypothetischen und idealisierten Originalzustand wieder auf, weshalb behauptet – und widerlegt – wurde, dass das Gebäude in den 1960er Jahren zur Ruine restauriert und seine Architekturgeschichte zerstört worden sei. Dies ist zum Teil richtig, denn zahlreiche Details sind ohne Dokumentation verschwunden, ebenso wie die Veränderungen, die nach den ersten beiden Bauzeiten vorgenommen wurden. Bedauert wird auch der Abriss der hinteren Fassade und des hinteren Flügels aus dem 13. Jahrhundert. Die ältesten Teile sind jedoch weitgehend erhalten geblieben, und die Dokumentation der Restaurierung wurde sorgfältig erstellt und bietet einen Einblick in die Geschichte des Gebäudes.
Nach der Restaurierung bezog der VVV einen Teil des Gebäudes; das mehrteilige Gebäude hat die Hausnummern 79 bis 85 am Markt und ist seit 1965 als nationales Kulturdenkmal anerkannt.